# D702i
FOMA D702i（フォーマ・ディー なな まる に アイ）は、三菱電機によって開発された、NTTドコモの第三世代携帯電話 (FOMA) 端末製品である。

## 概要
D702iは、FOMA 70*シリーズ初のストレート形端末。FOMA全体としてもT2101V以来4年ぶりである。一枚岩「モノリス」をイメージしたシンプルなデザインで、アンテナを内蔵し大きな突起もない扁平な外観に仕上がった。
カラーバリエーションはMETAL BLACK（メタルブラック）・SHINY WHITE（シャイニーホワイト）・SPARKLE BLUE（スパークルブルー）の三種類。
この端末のボタンは青色に光る。
メインディスプレイには2インチTFT液晶 (QVGA) を採用。アウトカメラは131万画素 CMOS、インカメラは11万画素 CMOS。外部メモリーカードスロットはない。オペレーティングシステムはSymbian OSで、日本語入力システムとしてATOKおよびAPOTを搭載している。
ボタン部分が常時露出しているストレート形端末の多くは、誤操作防止機構としてキーロック機能を有している。D702iはメニューボタンを長押しすることでロック状態となるほか、最後に操作してから一定時間経過したところで自動的にロック状態となるようタイマー設定も可能である。

## 歴史
- 2006年1月4日: 電気通信端末機器審査協会 (JATE) による審査を通過（認定番号: A05-0556001）。
- 2006年1月17日: F702iD・N702iD・SH702iD・D702i・P702iの開発が発表。
- 2006年2月24日: D702i 発売開始。
- 2006年6月26日: D702iをベースに開発された法人向けFOMA端末、D702iBCL 発売開始。